# Robin Eubanks
Robin Eubanks (Philadelphia, 25 oktober 1955) is een Amerikaanse jazztrombonist.

## Biografie
Robin Eubanks werd op 25 oktober 1955 geboren in Philadelphia in een extreem muzikale familie. Zijn moeder was muziekpedagoge. Haar broers waren jazzpianist Ray Bryant en jazzbassist Tommy Bryant. Eubanks' broer is de gitarist Kevin Eubanks, vooral bekend als muzikaal directeur van The Tonight Show. Zijn andere broer Duane Eubanks is trompettist in New York. Robin Eubanks begon zijn muzikale opleiding op 8-jarige leeftijd, eerst aan de Settlement Music School en vervolgens aan de Temple University School of Music (beide in Philadelphia). Aan de University of  the Arts in Philadelphia studeerde hij later niet alleen trombone, maar ook muziektheorie, harmonie, compositie en arrangeren.
Na zijn afstuderen verhuisde hij naar New York, waar hij een carrière begon als freelance jazzmuzikant. Sindsdien speelde hij met bekende grootheden als Elvin Jones, Eddie Palmieri, Sun Ra, Barbra Streisand, The Rolling Stones en The Talking Heads. Tweemaal werd hij onderscheiden met de Grammy Award: in 2003 met de Dave Holland Big Band voor het album What Goes Around en in 2004 met Michael Breckers kwindectet voor het album Wide Angels.
Eubanks was korte tijd de muzikale leider van Art Blakey's Jazz Messengers. Hij werkte samen met het M-Base collectief en is lid van het Dave Holland Quintet en het SFJazz Collective. Hij leidt de twee eigen formaties EB3 en Mental Images. EB3 is een trio bestaande uit drummer Kenwood Dennard, pianist Michele Rosewoman en Eubanks. Mental Images is een grotere formatie met deels wisselende bezetting, waartoe onder andere zijn broer Kevin Eubanks, drummer Billy Kilson en bassist Dave Holland behoren.
Tussen 1984 en 1994 was hij docent aan het Banff Centre in Alberta, Canada. Vandaag is hij universitair docent Jazz Trombone aan het Oberlin Conservatorium in Ohio. Bovendien is hij ook lid van de faculteit van de Manhattan School of Music en heeft hij wereldwijd talloze workshops en masterclasses gegeven. Hij is sinds kort steeds meer actief als componist. Hij ontving twee compositiebeurzen in 2002 en 2003, een van Chamber Music America en de andere van ASCAP.

## Discografie

### Opnamen onder zijn eigen naam
- 1988: Different Perspectives (JMT/Winter & Winter)
- 1989: Dedication  (JMT/Winter & Winter)
- 1990: Karma (JMT/Winter & Winter)
- 1994: Mental Images (JMT Records/Winter & Winter)
- 1997: Wake Up Call (Sirocco Jazz)
- 1998: 4:JJ/Slide/Curtis and Al (TCB)
- 2001: Mental Images: Get 2 It (REM)

### Opnamen als medespeler
- 1978: Sun Ra: Other Side of the Sun (Universe)
- 1979: Abdullah Ibrahim: Good News from Africa: Portrait (Enja Records)
- 1980: Art Blakey & the Jazz Messengers: Live at Montreux and North Sea (Timeless Records)
- 1987: Geri Allen: Open on All Sides - In the Middle (minor music)
- 1987: Dave Holland Quintet: Razor's Edge (ECM Records)
- 1988: Art Blakey & the Jazz Messengers: I Get a Kick out of Bu (Soul Note)
- 1988: McCoy Tyner Big Band: Uptown/Downtown (Milestone)
- 1988: Talking Heads: Naked (Sire Records)
- 1990: B.B. King: Live at the Apollo (MCA)
- 1992: Joe Henderson: Big Band (Verve Records)
- 1994: Freddie Hubbard: Monk, Miles, Train & Cannon (Musicmaster)
- 1994: Grover Washington jr..: All My Tomorrows (Sony Records)
- 1994: Barbra Streisand: The Concert (Sony Records)
- 1996: J.J. Johnson: Brass Orchestra (PolyGram)
- 1996: Mingus Big Band: Essential Mingus Big Band (Dreyfus)
- 1998: Freddie Hubbard: God Bless the Child (Musicmaster)
- 1998: Geri Allen: The Gathering (Verve Records)
- 1999: Sadao Watanabe: Remembrance (Verve Records)
- 2000: Kenny Drew jr.: Follow the Spirit (Sirocco Jazz)
- 2000: McCoy Tyner: Incontournables (WEA Records)
- 2001: Dave Holland Quintet: Not for Nothin’ (ECM Records)
- 2002: Dave Holland Big Band: What Goes Around (ECM Records)
- 2003: Dave Holland Quintet: Extended Play (ECM Records)

- Bibliothèque nationale de France: cb139271920 (data)
- CiNii: DA16009580
- Gemeinsame Normdatei: 134369041
- International Standard Name Identifier: 0000 0001 1436 3329
- Library of Congress Control Number: n91082397
- MusicBrainz: 7ab487f9-ab05-4310-93b6-f5d543924c80
- Nationale Bibliotheek van Tsjechië: ola2002159386
- Nationale Bibliotheek van Israël: 987007350438005171
- Nederlandse Thesaurus van Auteursnamen: 102263094
- Virtual International Authority File: 198886
- WorldCat: E39PBJfWVbXVjWvHc4Rw8FDH4q